# Mark Radcliffe (dziennikarz)
Mark Radcliffe (ur. 29 czerwca 1958) – brytyjski dziennikarz radiowy, pracujący dla BBC od roku 1980 i pozostający jednym z najlepiej znanych głosów radia. Obecnie wraz z Stuartem Maconie prowadzi audycję zatytułowaną jako "Radcliffe and Maconie Show" a nadawaną od poniedziałku do czwartku między 20 a 22 na falach BBC Radio 2.